# Haymaseki, Arsuz
Haymaseki là một xã thuộc huyện Arsuz, tỉnh Hatay, Thổ Nhĩ Kỳ. Dân số thời điểm năm 2011 là 1.591 người.